# Might and Magic V
A Might and Magic V: Darkside of Xeen egy sci-fi elemekkel tűzdelt fantázia-szerepjáték, melyet a New World Computing fejlesztett, és több platformon megjelent 1993-ban. A harmadik rész grafikus motorjával készített játék, mely közvetlen folytatása a Clouds of Xeen-nek, és az első rész óta húzódó történet végső lezárása.
Akárcsak elődei, ez is jó kritikákat kapott nagy játéktere és szép grafikája miatt. Az egyik első játék volt, amelyik komputeranimált átvezető jeleneteket használt illetve leszinkronizált párbeszédeket. A negyedik epizód birtokában a játékos kombinálhatta a két játékot, s így az egész világot bebarangolhatta (World of Xeen), amely szintén forradalmi volt abban az időben.

## Játékmenet
A játék a harmadik epizód óta jól bevált grafikus motort használta, és maga a játékmenet is túlnyomórészt megegyezik azéval. Mivel eredetileg úgy tervezték, hogy a Might and Magic IV-gyel közösen alkot majd egy játékot, és az abban szereplő karaktereket át lehetett hozni, így aki ezt az epizódot új játékoscsapattal kezdené el, annak igencsak nehéz dolga lesz az erősebb ellenfelek miatt.

## Cselekmény
A játék a végső lezárása Corak és az Ősök által üldöztetett Sheltem közti intergalaktikus párbajnak, amely még a széria legelső részében indult. A negyedik rész kalandorai Burlock király tanácsára követik Roland herceg nyomait a világ másik felére, ahol felfedezik, hogy Sheltem már uralma alá hajtotta az ott élőket, Alamar álnéven (ugyanezt az álnevet használta az első részben is).
A másik oldal őrzője, a Sárkányfáraó kétségbeesetten próbál lázadást szítani, de mindhiába: Sheltem mindenkit bebörtönöztet vagy szolgájává tesz, aki ellenáll neki. Utolsó mentsvárként erejének egy részét egy varázsgömbbe rejti, és egy sárkánybébivel útnak ereszti. A sárkány egy villámcsapástól elpusztul, de a gömb épségben marad - és ezt találják meg a kalandorok. Castleview városába érve találkoznak Ellinger Hofenhagerrel, egy tünde varázslóval, aki a Sárkányfáraó barátja.
Elmondja nekik, hogy Sheltem eltüntette a Kalindra-kastélyt, a Sötét Oldal Királynőjnek otthonát a látható térből, amelyet csak energialemezek segítségével lehet visszahozni a valódi világba. A hősök kalandos útjukon megszerzik a lemezeket, felszabadítják Sandcaster városát, visszahozzák a valós térbe a kastélyt, de rájönnek, hogy a királynőt legyőzte és fogságba ejtette Sheltem egyik kegyence, a vámpír Count Blackfang. Ambrose lovag és griffje segítségével legyőzik a grófot, de rádöbbennek, hogy a királynőt már vámpírrá változtatta. Elveszett koronájának erejével hozzák őt vissza, a segítségével pedigeljutnak az Ősök piramisához, ahol a Sárkányfáraó lakozik. Visszaadják neki a varázsgömböt, azonban a fáraó szerint már túl késő: Sheltem magához vette az Ősök energiakockáját, amellyel Xeen tetszés szerint irányítható. Xeent Terrára akarja vinni, hogy folytathassa pusztító hadjáratát az Ősök ellen.
A Sárkányfáraó felfedi, hogy Sheltem érkezésekor (amit ők hullócsillagnak hittek) láttak még egy tárgyat becsapódni, messze északkeleten, a hegyek között. A kalandorok hamar felfedezik, hogy az egy másik mentőkabin, benne Corakkal, aki arra kéri a hősöket, hogy segítsenek neki végezni Sheltemet egyszer és mindenkorra. Ehhez azonban egy lélekdobozban el kell vinni Corakot Alamar kastélyába.
Kalandos útjuk végén a két titán összecsap. Küzdelmük sokáig kiegyenlítettnek tűnik, és végül Sheltem legyőzi Corakot. Ám ő feláldozza magát: bekapcsolja saját és Sheltem önmegsemmisítőjét is. Corak, Sheltem, és a kastély megsemmisülnek.

## World of Xeen
Ha a negyedik és az ötödik epizód egyszerre vannak feltelepítve, azok egy játékot alkothatnak. Ebben a változatban elérhető az összes küldetés és néhány kisebb, exkluzív küldetés is. 1994-ben az egész játék megjelent CD-n is kiadva, és ebben a változatban még több párbeszédet szinkronizáltak le.
Az egyik legérdekesebb új küldetés az epilógus: a játék befejeződését követően karaktereinket a Sárkányfáraó maga elé idézi. Feladatunk nem más, mint Roland herceg eredeti küldetését befejezni és egyesíteni Xeen mindkét felét. A játék végén Roland és Kalindra királynő összeházasodnak, és Xeen eggyé válik.

## Swords of Xeen
Ez egy 1995-ben megjelent bónusz játék, a harmadik, negyedik, és ötödik rész egybecsomagolt változatához járt, és a Catware fejlesztette. Különálló formában sosem jelent meg, csak különféle antológiákhoz csomagolva. Eredetileg a Might and Magic V egy modjaként kezdte pályafutását, a New World Computing pedig felkarolta azt. Ebben is találhatóak érdekes újítások, például a szörnyek át tudnak változni egy bug kihasználásával. Más bugok miatt azonban előfordulhat az, hogy bizonyos küldetéseket simán meg lehet úgy úszni, ha csak elsétálunk. Ez a játék egy teljesen új világban játszódik. Megjelenésekor grafikája és hangeffektjei már igencsak kopottasnak számítottak.

## Fogadtatás
A Computer Gaming World szerint a játék már-már triviálisan egyszerű, némelyik küldetése értelmetlen és unalmas, de mégis remek lezárása a Might and Magic történetének. Ők is azt ajánlják, hogy a két részt csak egyben érdemes játszani. Második helyezett lett az Év Szerepjátéka választáson az újságnál. A két játék összekapcsolhatóságát forradalmi vívmánynak nevezték és a virtuális világok építésének kezdetének.

## Forráshivatkozások
1. ↑  Celestial Heavens - All Things Might and Magic. www.celestialheavens.com. [2021. január 27-i dátummal az eredetiből archiválva]. (Hozzáférés: 2020. október 1.)
2. ↑  Might and Magic: Darkside of Xeen (1993). MobyGames. (Hozzáférés: 2020. október 1.)
3. ↑  Might and Magic: World of Xeen (1994). MobyGames. (Hozzáférés: 2020. október 1.)
4. ↑  https://www.youtube.com/watch?v=oMiCPqUhMso
5. ↑  Might and Magic Trilogy for DOS (1995). MobyGames. (Hozzáférés: 2020. október 1.)
6. ↑  Might and Magic: Swords of Xeen Review by Quandary. web.archive.org, 2006. január 6. [2006. január 6-i dátummal az eredetiből archiválva]. (Hozzáférés: 2020. október 1.)
7. ↑  CGW Museum - Galleries. www.cgwmuseum.org. (Hozzáférés: 2020. október 1.)
8. ↑  CGW Museum - Galleries. www.cgwmuseum.org. (Hozzáférés: 2020. október 1.)

## Fordítás
- Ez a szócikk részben vagy egészben  a   Might and Magic V: Darkside of Xeen című angol Wikipédia-szócikk ezen változatának fordításán alapul.  Az eredeti cikk szerkesztőit annak laptörténete sorolja fel. Ez a jelzés csupán a megfogalmazás eredetét és a szerzői jogokat jelzi, nem szolgál a cikkben szereplő információk forrásmegjelöléseként.